# سمة صراع العروش
«سمة صراع العروش» (بالإنجليزية: Game of Thrones Theme)‏، هي الموسيقى الرئيسية لمسلسل إتش بي أو التلفزيوني الخيالي صراع العروش وآل التنين، ويتم عرضه أثناء افتتاحية المسلسلين. قام بتأليفها رامين جوادي في عام 2011، بعد أن طلب منه صناع العمل ديفيد بينيوف ودي. بي. وايس صنع سمة للعمل.
يتم استخدام سمة صراع العروش في آل التنين بدءًا من الحلقة الثانية.

## وصلات خارجية
- "الافتتاحيات الرسمية: صراع العروش (إتش بي أو)". يوتيوب. مؤرشف من الأصل في 2023-01-16. (بالإنجليزية)